# Kaiguo dadian
Kaiguo dadian é um filme de drama chinês de 1989 dirigido e escrito por Li Qiankuan. Foi selecionado como representante da China à edição do Oscar 1990, organizada pela Academia de Artes e Ciências Cinematográficas.

## Elenco
- Fazeng Guo
- Gu Yue
- Huang Kai
- Liu Huaizheng
- Lü Qi
- Niu Xingli
- Sun Feihu